# Auvillers-les-Forges
Auvillers-les-Forges – miejscowość i gmina we Francji, w regionie Grand Est, w departamencie Ardeny.
Według danych na rok 1990 gminę zamieszkiwały 822 osoby, a gęstość zaludnienia wynosiła 100 osób/km².